# Róslavl
Róslavl (en ruso: Рóславль) es una ciudad y el centro administrativo del distrito de Roslavlsky en el óblast de Smolensk, Rusia. Es un cruce de carreteras y ferrocarriles y una ciudad de mercado. La  población era de 54,900 (censo de 2010); 57,701 (censo de 2002); 60,470 (censo de 1989).

## Historia
La ciudad fue fundada por el príncipe de Smolensk Rostislav Mstislávich en 1137. Cayó bajo dominación lituana en 1408 y fue finalmente incorporada al Zarato ruso por el zar Alejo I de Rusia, en 1654. Durante este período fue una fortaleza en la frontera. En el curso de la reforma administrativa llevada a cabo en 1708 por Pedro el Grande la zona fue incluida en la Gobernación de Smolensk y permaneció allí hasta 1929, con la excepción de los breves períodos comprendidos entre 1713 y 1726, cuando perteneció a la Gobernación de Riga, y entre 1775 y 1796, cuando la Gobernación de Smolensk se transformó en el Virreinato de Smolensk. Era el centro del Uyezd de Roslavlsky.
El 12 de julio de 1929 se abolieron las gobernaciones y los uyezds, y se estableció el distrito de Roslavlsky con el centro administrativo en Roslavl. El distrito pertenecía al distrito de Roslavl de la óblast Occidental, que tenía su centro administrativo en Roslavl. El 1 de agosto de 1930 los distritos fueron abolidos y fueron subordinados directamente al óblast. El 27 de septiembre de 1937 la Región Occidental fue abolida y dividida entre los óblast de Oryol y Smolensk. El distrito de Roslavlsky fue transferido al óblast de Smolensk. Entre el 3 de agosto de 1941 y el 25 de septiembre de 1943, durante la Segunda Guerra Mundial, el distrito fue ocupado por las tropas alemanas.

## Geografía

### Clima
| Parámetros climáticos promedio de Roslavl | Parámetros climáticos promedio de Roslavl | Parámetros climáticos promedio de Roslavl | Parámetros climáticos promedio de Roslavl | Parámetros climáticos promedio de Roslavl | Parámetros climáticos promedio de Roslavl | Parámetros climáticos promedio de Roslavl | Parámetros climáticos promedio de Roslavl | Parámetros climáticos promedio de Roslavl | Parámetros climáticos promedio de Roslavl | Parámetros climáticos promedio de Roslavl | Parámetros climáticos promedio de Roslavl | Parámetros climáticos promedio de Roslavl | Parámetros climáticos promedio de Roslavl |
| Mes                                       | Ene.                                      | Feb.                                      | Mar.                                      | Abr.                                      | May.                                      | Jun.                                      | Jul.                                      | Ago.                                      | Sep.                                      | Oct.                                      | Nov.                                      | Dic.                                      | Anual                                     |
| ----------------------------------------- | ----------------------------------------- | ----------------------------------------- | ----------------------------------------- | ----------------------------------------- | ----------------------------------------- | ----------------------------------------- | ----------------------------------------- | ----------------------------------------- | ----------------------------------------- | ----------------------------------------- | ----------------------------------------- | ----------------------------------------- | ----------------------------------------- |
| Temp. máx. abs. (°C)                      | 8.5                                       | 9.4                                       | 18.3                                      | 28.7                                      | 31.0                                      | 31.4                                      | 36.4                                      | 37.3                                      | 29.4                                      | 25.9                                      | 15.2                                      | 10.1                                      | 37.3                                      |
| Temp. máx. media (°C)                     | -4.0                                      | -3.3                                      | 2.7                                       | 11.7                                      | 18.5                                      | 21.5                                      | 23.7                                      | 22.3                                      | 16.5                                      | 9.5                                       | 1.7                                       | -2.3                                      | 9.9                                       |
| Temp. media (°C)                          | -6.9                                      | -6.6                                      | -1.2                                      | 7.0                                       | 13.2                                      | 16.4                                      | 18.5                                      | 17.1                                      | 11.7                                      | 5.7                                       | -0.5                                      | -4.8                                      | 5.8                                       |
| Temp. mín. media (°C)                     | -9.7                                      | -10.0                                     | -5.1                                      | 2.2                                       | 7.8                                       | 11.3                                      | 13.3                                      | 11.9                                      | 6.9                                       | 1.9                                       | -2.7                                      | -7.2                                      | 1.7                                       |
| Temp. mín. abs. (°C)                      | -36.6                                     | -32.3                                     | -26.9                                     | -7.4                                      | -4.9                                      | -0.1                                      | 5.0                                       | 1.8                                       | -4.0                                      | -12.6                                     | -23.3                                     | -27.9                                     | -36.6                                     |
| Fuente: Погода Рославль                   |                                           |                                           |                                           |                                           |                                           |                                           |                                           |                                           |                                           |                                           |                                           |                                           |                                           |

## Estatuto administrativo y municipal
En el marco de las divisiones administrativas, Roslavl sirve como centro administrativo del distrito de Roslavlsky. Como división administrativa, está incorporada en el distrito de Roslavlsky como asentamiento urbano de Roslavlskoye. como división municipal, esta unidad administrativa también tiene el estatus de asentamiento urbano y forma parte del distrito municipal de Roslavlsky.

## Personas relacionadas con Róslavl
Dos escultores rusos son oriundos de la ciudad, Serguéi Koniónkov y Mijaíl Mikeshin.